# Blink-182 (album)
Blink-182 je peti studijski album istoimenog američkog punk sastava Blink-182, objavljen 18. studenog 2003.
Album je sniman od siječnja do listopada 2003., a producirao ga je Jerry Finn. To je ujedno bio i njiov posljednji studijski album prije privremenog raspada. U prvom tjednu, album je prodan u 313.000 primjeraka, a do danas prodano više od 8.5 milijuna diljem svijeta. Singlovi objavljeni s albuma su "Feeling This", "I Miss You", "Down"  i "Always".

## Popis pjesama
| 1.    | »Feeling This«         |                          | Hoppus, DeLonge | 2:52 |
| 2.    | »Obvious«              |                          | DeLonge         | 2:43 |
| 3.    | »I Miss You«           |                          | Hoppus, DeLonge | 3:47 |
| 4.    | »Violence«             |                          | DeLonge         | 5:20 |
| 5.    | »Stockholm Syndrome«   |                          | Hoppus          | 2:41 |
| 6.    | »Down«                 |                          | DeLonge, Hoppus | 3:03 |
| 7.    | »The Fallen Interlude« | Blink-182, Jack Gonzalez | Instrumental    | 2:12 |
| 8.    | »Go«                   |                          | Hoppus          | 1:53 |
| 9.    | »Asthenia«             |                          | DeLonge         | 4:19 |
| 10.   | »Always«               |                          | DeLonge         | 4:11 |
| 11.   | »Easy Target«          |                          | Hoppus, DeLonge | 2:20 |
| 12.   | »All of This«          | Blink-182, Robert Smith  | Smith           | 4:40 |
| 13.   | »Here's Your Letter«   |                          | Hoppus          | 2:54 |
| 14.   | »I'm Lost Without You« |                          | DeLonge         | 6:20 |
| 49:23 |                        |                          |                 |      |

## Osoblje
Blink-182
- Mark Hoppus - bas-gitara, vokali, kontrabas, gitara
- Tom DeLonge - gitara, vokali
- Travis Barker - bubnjevi

## Top liste
Album
| Godina | Top lista             | Pozicija |
| ------ | --------------------- | -------- |
| 2003.  | The Billboard Top 200 | 3.       |
| 2003.  | Top Internet Albums   | 3.       |
| 2003.  | Top Canadian Albums   | 1.       |

Singlovi
| Godina | Singl          | Top lista          | Pozicija |
| ------ | -------------- | ------------------ | -------- |
| 2003.  | "Feeling This" | Modern Rock Tracks | 2.       |
| 2004.  | "I Miss You"   | Billboard Hot 100  | 42.      |
| 2004.  | "I Miss You"   | Modern Rock Tracks | 1.       |
| 2004   | "I Miss You"   | Top 40 Mainstream  | 15.      |
| 2004.  | "I Miss You"   | Top 40 Tracks      | 25.      |
| 2004.  | "I Miss You"   | Adult Top 40       | 24.      |
| 2004.  | "Down"         | Modern Rock Tracks | 10.      |
| 2005.  | "Always"       | Modern Rock Tracks | 39.      |